# Scanzonatissimo (film)
Scanzonatissimo è un film del 1963 diretto da Dino Verde.
Film composto da una serie di sketch di carattere satirico su persone e avvenimenti della vita italiana del periodo, la pellicola era la trasposizione della rivista teatrale omonima e ancor prima dal programma radiofonico RAI.